# 豊原村 (和歌山県)
豊原村（とよはらむら）は、和歌山県西牟婁郡にあった村。現在の田辺市の南東部、日置川支流の前の川・将軍川の流域にあたる。

## 地理
- 山岳：半作嶺、三ツ森山、百間山、法師山、大塔山、入道山、高尾山、半田峯、水垣内山、赤土森山、
- 河川：日置川、前の川、将軍川

## 歴史
- 1889年（明治22年）4月1日 - 町村制の施行により、面川村・熊野村・西大谷村・木守村の区域をもって発足。
- 1929年（昭和4年）4月1日 - 三川村に編入。同日豊原村廃止。